# Herb gminy Jednorożec
Herb gminy Jednorożec – jeden z symboli gminy Jednorożec, ustanowiony 7 czerwca 2003.

## Wygląd i symbolika
Herb przedstawia na tarczy koloru zielonego srebrnego jednorożca ze złotymi: racicami, rogiem i grzywą, a nad nim w narożnikach tarczy dwie złote pszczoły. Jest to tzw. herb mówiący, nawiązujący do nazwy gminy.